# Luiz Carlos Villalta

Luiz Carlos Villalta apresenta sua pesquisa sobre a memória de Tiradentes em colóquio em comemoração aos 80 anos do Museu da Inconfidência, Ouro Preto.

Luiz Carlos Villalta (São Paulo, 1962) é um professor universitário e historiador brasileiro. É especialista em história do livro, da leitura e da educação no Brasil.

## Formação e atuação
Formou-se pela Universidade de São Paulo e pela Universidade de Coimbra, laureando-se mestre e doutor em História Social. Sua dissertação de doutorado foi defendida em 1999, sob o título Reformismo ilustrado, censura e práticas de leitura: usos do livro na América Portuguesa, tendo sido orientado pela Laura de Melo e Souza. Realizou pós-doutorado na Universidade de Lisboa, na École des Hautes Études en Scienses Sociales, e na Universidade do Estado do Rio de Janeiro.
Foi professor da Universidade Federal de Ouro Preto (1988 - 2002), tendo assumido a diretoria do Instituto de Ciências Humanas e Sociais, entre 2000 e 2002. Atualmente é professor da Universidade Federal de Minas Gerais, onde já orientou 8 pós-doutorados. Leciona História do Brasil e Prática de Ensino de História. Já atuou como professor da rede pública de ensino, em Osasco.

## Publicações
Já publicou dezenas de capítulos e artigos em revistas cientificas. Possui uma coluna no portal de notícias Brasil 247.

### Livros:

#### Publicação individual
- 1789-1808 - O império luso-brasileiro e os brasis (2000). Parte da coleção Virando Séculos, publicado pela Companhia das Letras.[9]
- Usos do livro no mundo luso-brasileiro sob as luzes: reformas, censura e contestações (2015).[10]
- O Brasil e a crise do Antigo Regime português 1788-1822 (2016).[11]

#### Organização
- História de Minas Gerais - As Minas Setecentistas Vol.1 (2007). Conjuntamente a Maria Efigênia Lage de Resende.[12]
- História de Minas Gerais - As Minas Setecentistas Vol.2 (2007). Conjuntamente a Maria Efigênia Lage de Resende, a obra ficou em terceiro lugar na categoria Ciências Humanas, do Prêmio Jabuti de 2008.[13]
- Quatro novelas em tempos de D. João (2008). Conjuntamente a Lúcia Maria Bastos Pereira das Neves.[14]
- História de Minas Gerais - A Província de Minas Vol. 1 (2014). Conjuntamente a Maria Efigência Lage de Resende.[15]
- História de Minas Gerais - A Província de Minas Vol. 2 (2014). Conjuntamente a Maria Efigênia Lage de Resende.[16]
- A globalização das luzes (2022). Conjuntamente a Álvaro de Áraujo Antunes e Marie-Noelle Ciccia, publicado apenas em formato digital.[17]